# Simon Stone
Simon Stone (Basilea, 19 agosto 1984) è un regista, sceneggiatore, attore e drammaturgo australiano, vincitore dell'AACTA Award alla miglior sceneggiatura non originale.

## Filmografia
- The Daughter (2015)
- La nave sepolta (The Dig) (2021)